# Transports en commun de Vesoul
Les transports en commun de Vesoul sont représentés par Moova (anciennement Vbus), réseau de transport en commun d'autobus, de midibus et de minibus desservant l'agglomération de Vesoul, dans le département de la Haute-Saône. Il est doté de 14 lignes et d'environ 130 arrêts de bus. Le réseau se compose de lignes régulières et de services de transport à la demande.
Créé en 1990 par le district urbain de Vesoul (ancien nom de la communauté d'agglomération de Vesoul), le réseau s'impose rapidement comme l'un des principaux acteurs du transport dans l'agglomération. En 2010, la création d'un pôle multimodal moderne à côté de la gare permit d'augmenter la fluidité et la sécurité lors de l'échange des autobus. Le réseau est fréquenté, chaque année, plus d'un million de fois et totalise plus de 450 000 kilomètres parcourus dans l'agglomération.
L'offre du transport urbain de l'agglomération vésulienne dessert les 20 communes appartenant à l'agglomération de Vesoul.

## Historique du réseau

### 1990 - 2009: création et gestion du réseau par l'intercommunalité
En 1990, le district urbain de Vesoul à l'époque (devenu la communauté d'agglomération de Vesoul) donne naissance à un réseau de transport en commun se nommant « Vbus » (signifiant Vesoul-Bus). Ce fut une grande nouveauté en matière d'offre de transport sur l'agglomération. Différentes lignes voient le jour.
Les communes de Pusy-et-Epenoux, Villeparois, Coulevon et Comberjon sont desservies par le service Etamine depuis septembre 2004 (Transport à la Demande sur Réservation).

### Depuis 2009: exploitation par Kéolis

#### 2009 - 2016: développement du réseau
En mai 2009, la communauté d'agglomération de Vesoul confie la gestion du réseau à la société Kéolis Vesoul pour une durée de 7 années.
Le nouveau réseau renommé « Vbus+ » en septembre 2009 s'accompagne de 5 nouvelles lignes régulières avec des horaires cadencés où les bus passent à chaque arrêt toutes les 30 minutes ou toutes les heures[pertinence contestée], selon les lignes et la période (scolaire ou vacances). Ce nouveau réseau a été fondé pour desservir les nouveaux lieux clés de l'agglomération vésulienne comme le nouvel hôpital et les nouvelles zones urbanisées.

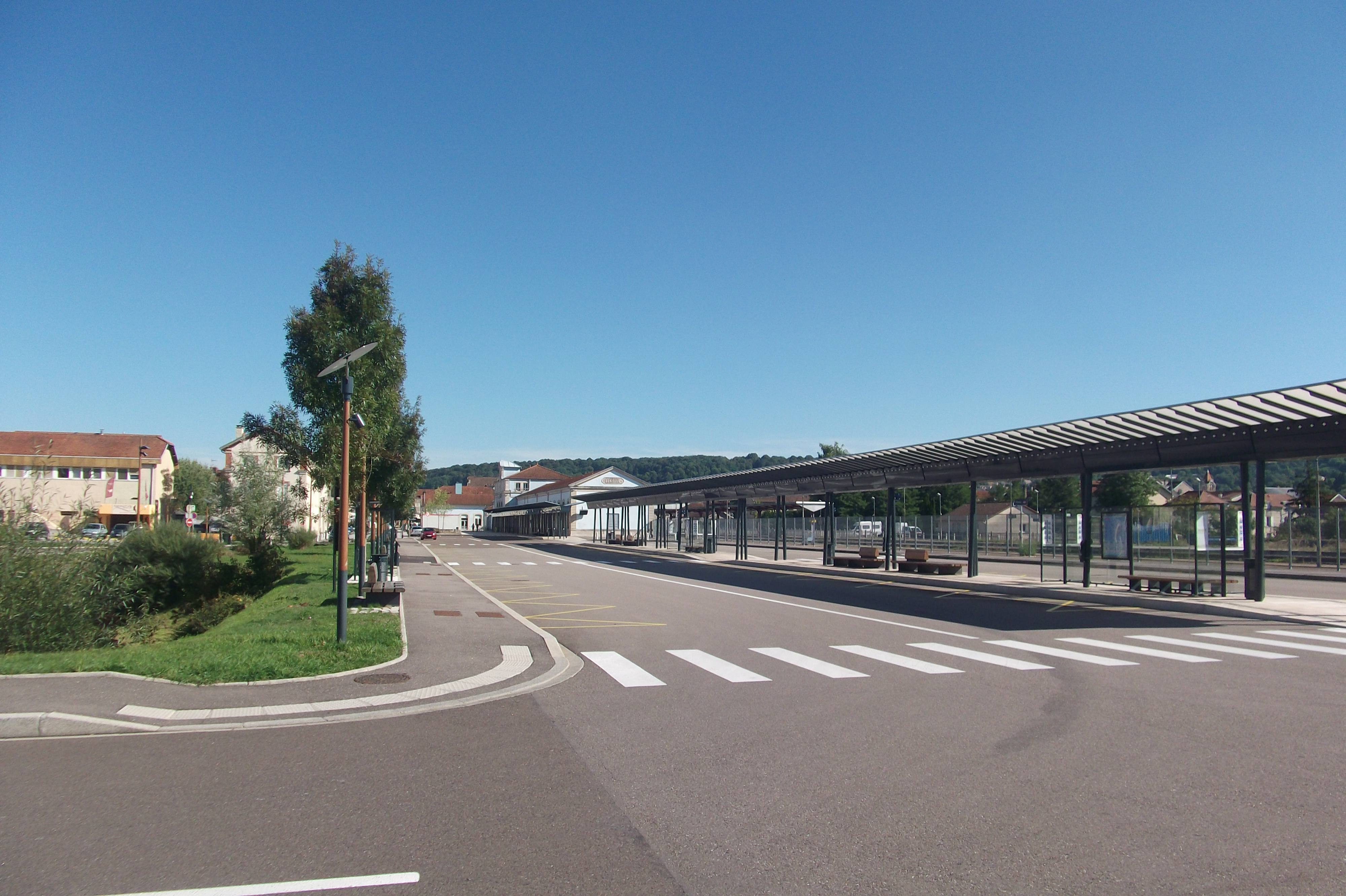
Le Pôle multimodal, à côté de la gare de Vesoul

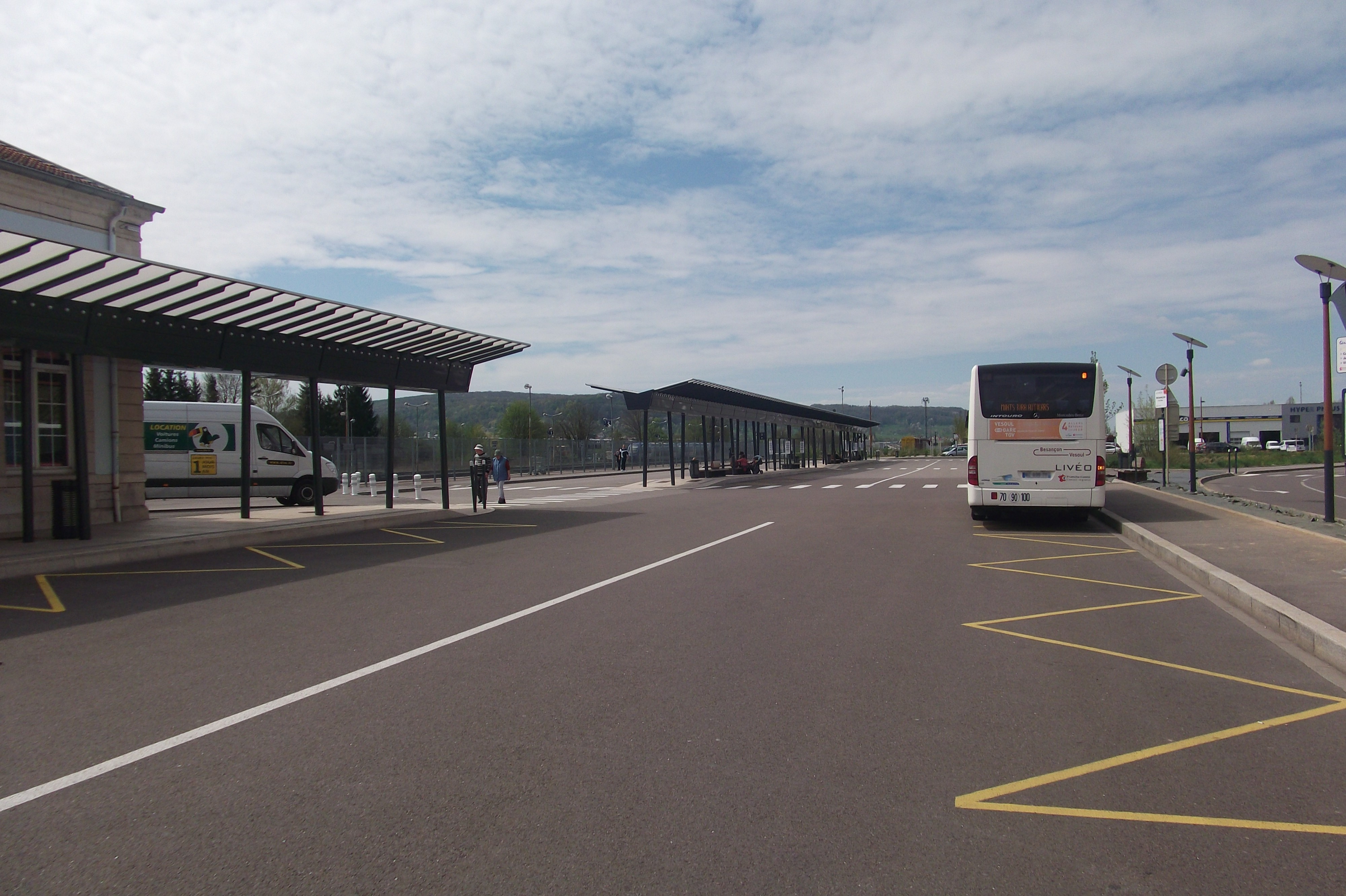
Pôle multimodal

En septembre 2010, il y a quelques changements d'horaires[pertinence contestée] sur les lignes et un nouveau guide horaire est distribué à tous les foyers de l'agglomération vésulienne. La ligne B (qui était en boucle) est restructurée en 2 lignes (aller/retour) individuelles. Le nom du point d'échanges (Gare SNCF de Vesoul) entre toutes les lignes de VBus+ (ainsi que les autres liaisons routières comme les TER et les Mobigo) qui s'appelait « Gare SNCF » se nomme désormais « Pôle multimodal » puisque la construction du Pôle d'Échange multimodal venait de s'être achevée le 1er juin 2010. Ce Pôle multimodal permet désormais de se déplacer d'un mode de transport à un autre (bus, car ou train).
En décembre 2012, la ligne D est restructurée en 2 lignes individuelles (D1 pour la commune de Navenne et D2 pour la commune d'Echenoz) pour un accès plus direct au Pôle multimodal. La ligne A1 dessert à quelques heures désormais la zone Technologia de Vesoul.
En décembre 2013, quelques horaires sont décalés de quelques minutes[pertinence contestée] sur certaines lignes mais leurs itinéraires ne changent pas. La nouveauté de décembre 2013 est l'achèvement de la mise place dans tous les bus ďun SAEIV (système d'aide à l'exploitation et à l'information voyageurs).

#### 2016 - 2023: quelques changements structurels
Depuis le 6 juillet 2016, le réseau de transport public de l'agglomération vésulienne a repris son nom d'origine « VBus » avec quelques évolutions sur les lignes régulières, lignes Direct et les services de transport à la demande.
Une nouvelle numérotation des lignes régulières (de 1 à 8) est mise en place.

#### 2023 à aujourd'hui: création de Moova
A la rentrée 2023, le réseau qui portait alors le nom de Vbus est renommé Moova. Ce changement s'accompagne de plusieurs modifications (nouvelle charte graphique, renforcement de certaines lignes, nouveaux tarifs etc)

## Réseau
Le réseau est composé de 9 lignes, un service pour les personnes à mobilité réduite, un service à la demande Etamine, des services Direct et 2 Flexo : Gare et Pôle Santé (Hôpital et Clinique), ainsi qu'une navette dédiée aux salariés de Stellantis Vesoul.

### Lignes régulières
| Ligne | Itinéraire                                                                            | Durée du trajet | Nombre d’arrêts | Samedi | Dimanche | Amplitude horaire | Véhicules                                                        | Exploitant    |
| ----- | ------------------------------------------------------------------------------------- | --------------- | --------------- | ------ | -------- | ----------------- | ---------------------------------------------------------------- | ------------- |
| 1     | Pôle multimodal de Vesoul ↔ Montmarin-Rêpes                                           | 50 min          | 49              | oui    | Non      | 6h20 – 19h40      | Bus Mercedes-Benz Citaro                                         | Keolis Vesoul |
| 2     | Pôle multimodal de Vesoul ↔ Hôpital ↔ Pusey                                           | 50 min          | 43              | oui    | Non      | 7h00 – 19h35      | Bus Mercedes-Benz Citaro                                         | Keolis Vesoul |
| 3     | Pôle multimodal de Vesoul ↔ Vaivre-et-Montoille (par le Pôle Universitaire et le lac) | 30 min          | 30              | oui    | Non      | 7h15 – 19h27      | Bus Mercedes-Benz Citaro                                         | Keolis Vesoul |
| 4     | Pôle multimodal de Vesoul ↔ Hôpital ↔ Montmarin (Brel)                                | 55 min          | 51              | oui    | Non      | 6h35 – 19h40      | Bus Mercedes-Benz Citaro                                         | Keolis Vesoul |
| 5     | Pôle multimodal de Vesoul ↔ Noidans-lès-Vesoul ↔ Vaivre-et-Montoille                  | 50 min          | 37              | oui    | Non      | 7h07 – 19h33      | Bus Mercedes-Benz Citaro                                         | Keolis Vesoul |
| 6     | Pôle multimodal de Vesoul ↔ Échenoz-la-Méline                                         | 30 min          | 23              | oui    | Non      | 7h15 – 19h45      | Bus Mercedes-Benz Citaro K 80 places                             | Keolis Vesoul |
| 7     | Pôle multimodal de Vesoul ↔ Frotey-lès-Vesoul ↔ Quincey                               | 50 min          | 43              | oui    | Non      | 7h05 – 19h08      | Bus Mercedes-Benz Citaro K 80 places et Sprinter City 30 places  | Keolis Vesoul |
| 8     | Pôle multimodal de Vesoul ↔ Navenne                                                   | 15 min          | 17              | oui    | Non      | 7h10 – 18h38      | Bus -Mercedes-Benz Citaro K 80 places et Sprinter City 30 places | Keolis Vesoul |
| 9     | Pôle multimodal de Vesoul ↔ Zone du Durgeon                                           | 5 min           | 4               | oui    | Non      | 8h20 – 16h59      | Bus Mercedes-Benz Citaro K 80 places et Sprinter City 30 places  | Keolis Vesoul |
| 10    | Montmarin (Brel) ↔ Pusey Zone commerciale Oasis                                       | 15 min          | 10              | oui    | Non      | 9h35 – 18h12      | Bus -Mercedes-Benz Citaro K 80 places                            | Keolis Vesoul |

## Exploitation

### Matériel roulant

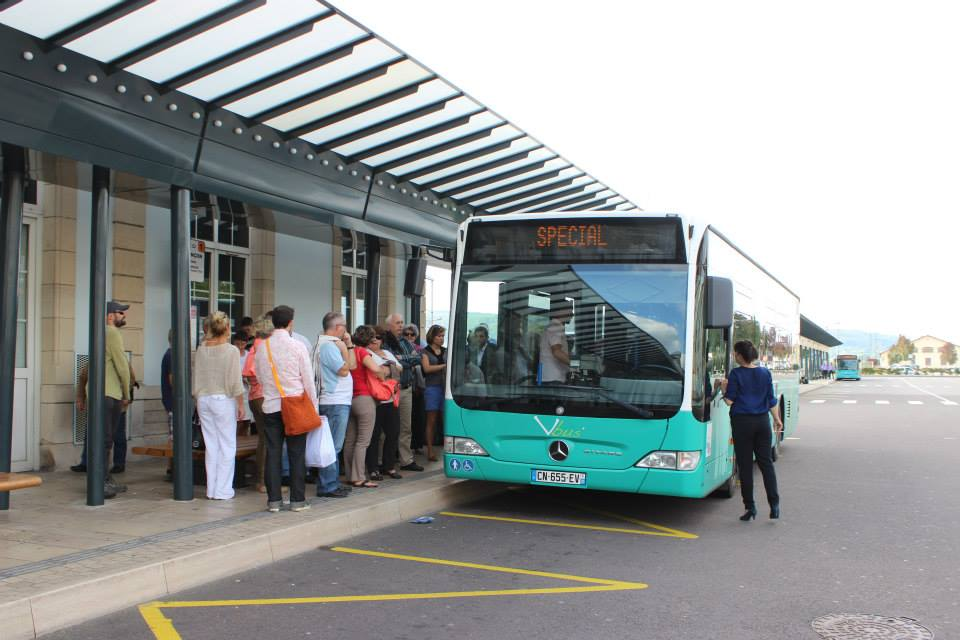
L'un des bus du réseau

De 1990 à 2009, le réseau qui s'appelait « Vbus » était équipé d'autobus Heuliez et de minibus Peugeot et Renault. En 2004, les autobus circulant déjà sur le réseau sont repeints progressivement en vert qui est la nouvelle couleur du réseau (les véhicules étaient de couleur blanche avec le logo du réseau).
Voici (ci-dessous) la liste de tout le matériel roulant qui est actuellement en service sur le réseau.

#### Minibus
3 minibus circulent actuellement sur les 4 services de transports à la demande (Etamine, Transport des Personnes à Mobilité Réduite, Flexo Gare et Flexo Pôle Santé).

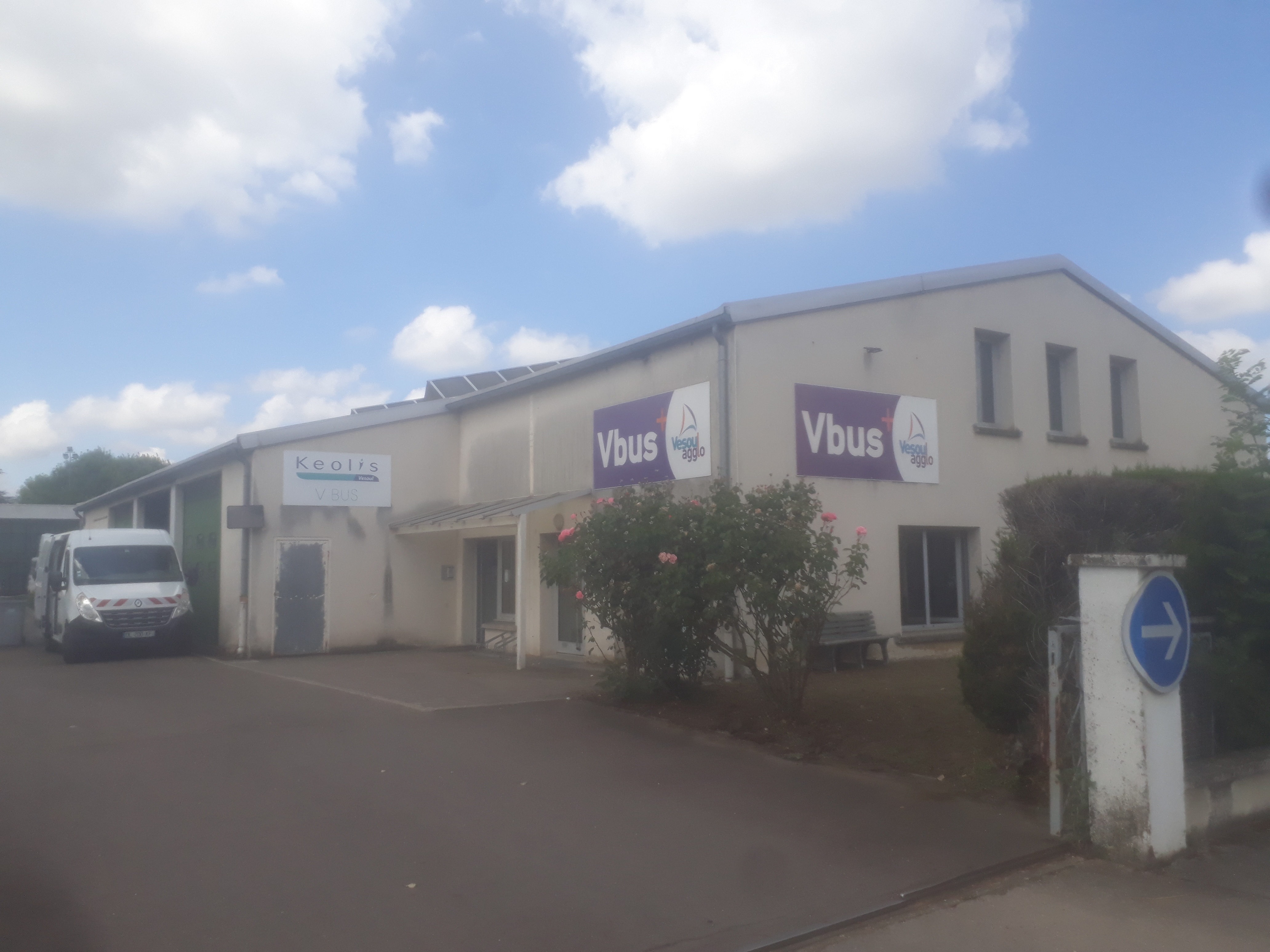
Le bâtiment administratif du réseau Vbus.

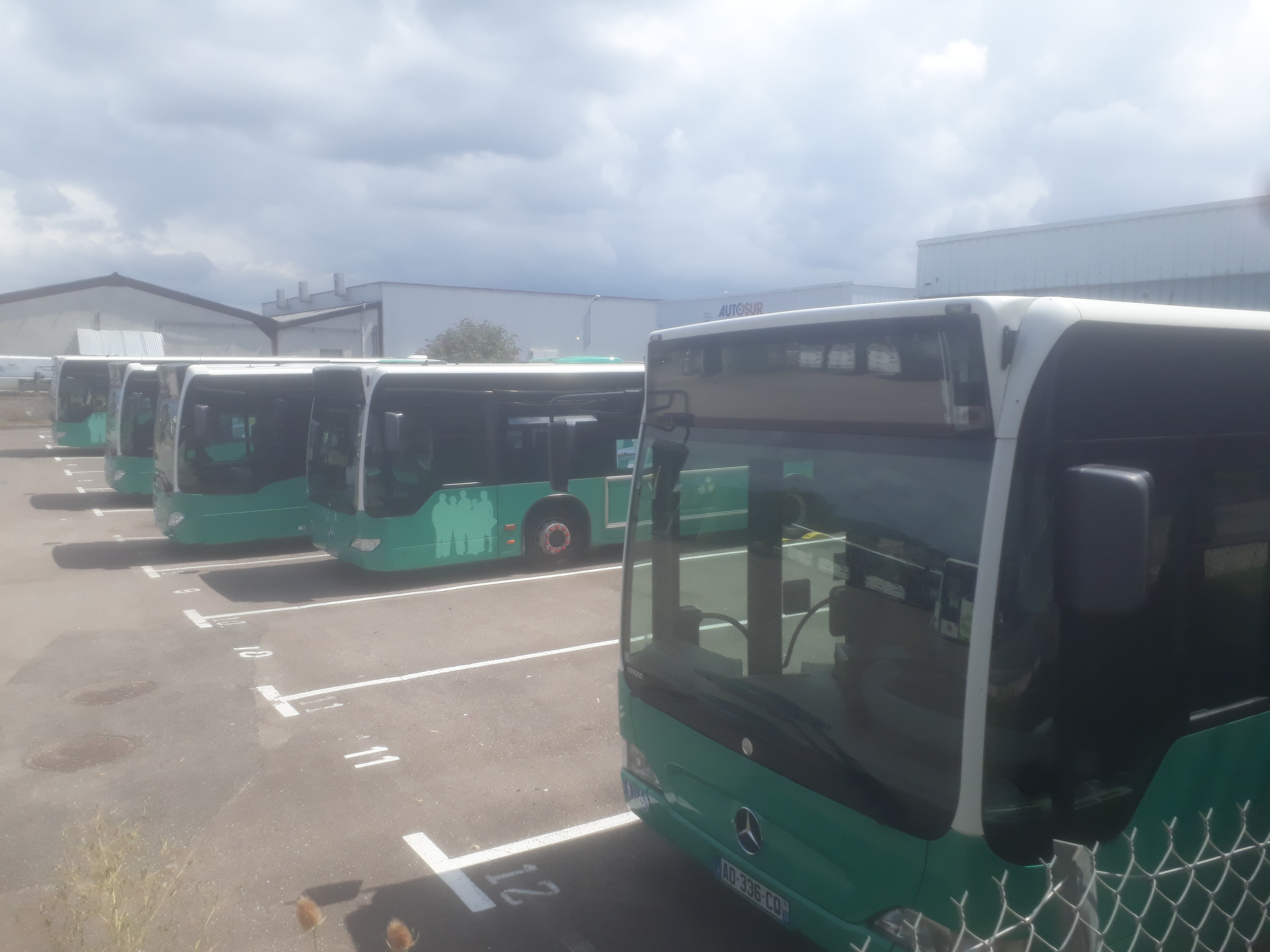
Le dépôt des autobus.

### Dépôt du réseau

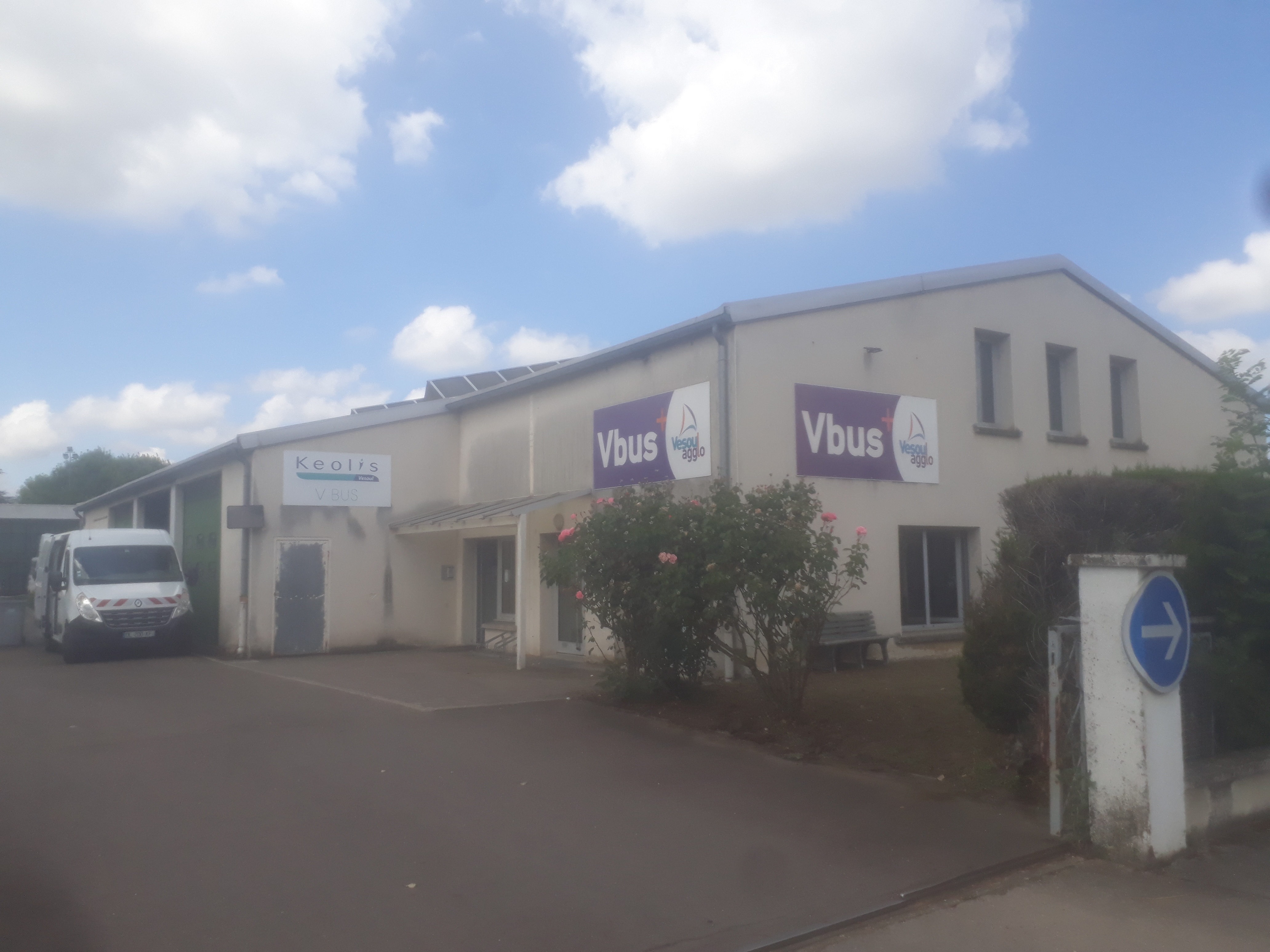
Le bâtiment administratif du réseau Vbus.

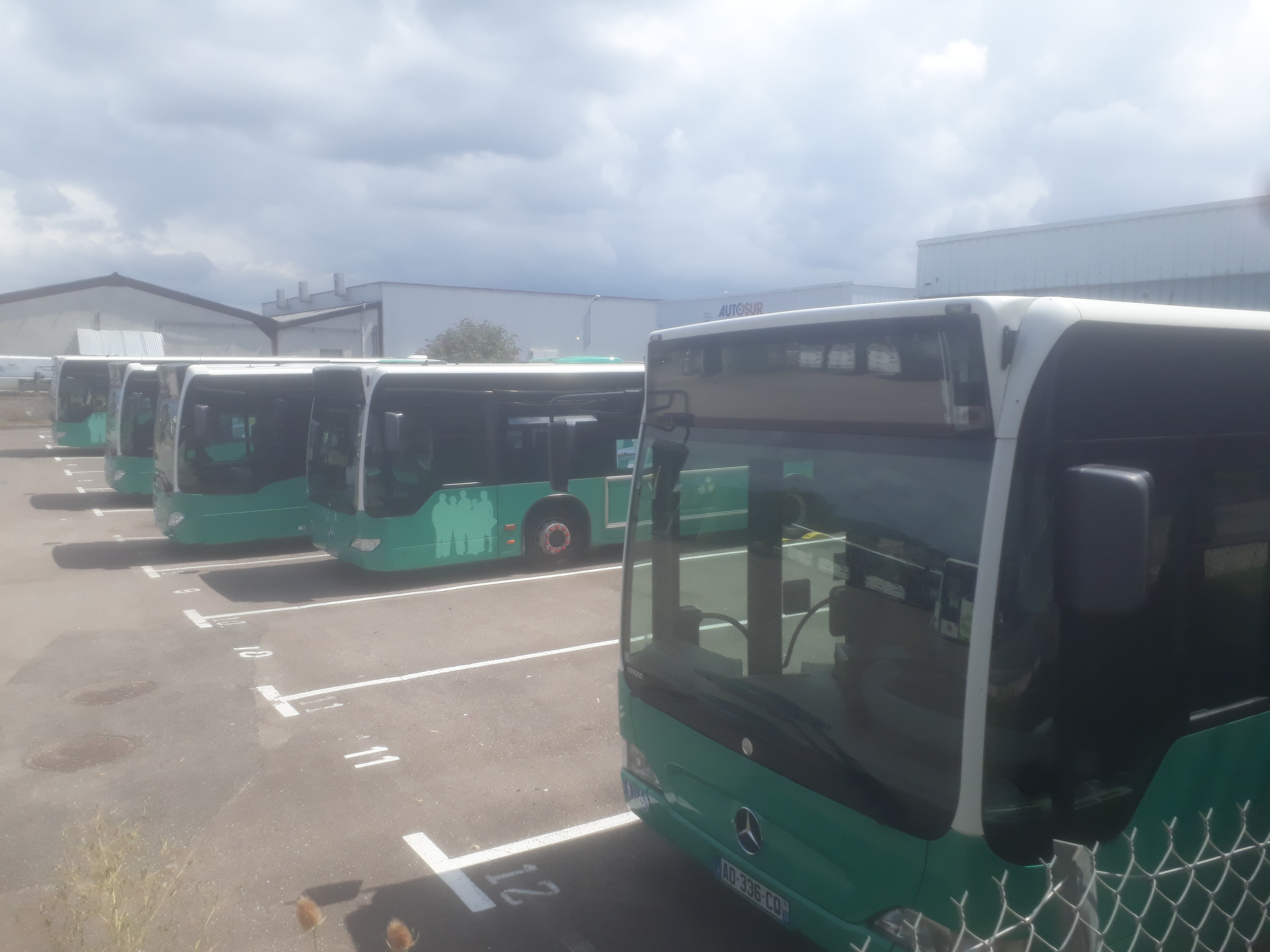
Le dépôt des autobus.

Le dépôt des autobus du réseau se situe rue des Saules à Noidans-lès-Vesoul. Le dépôt se compose de:
- un espace administratif pour le personnel (chef d’Exploitation, le chef du Pôle Multimodal, et la chargée de Communication et de Relations Clients)
- une salle de prise de services avec tableaux d’affichage
- un espace de détente pour les conducteurs du réseau
- un atelier qui assure la maintenance des véhicules
- une station de lavage avec rouleau qui permet l'entretien extérieur des véhicules
- un espace de pompe à carburant permettant l'approvisionnement des véhicules

### Personnel d'exploitation
En 2016, l'effectif du réseau s'élève à 28 personnes dont 23 conducteurs.

### Tarification
Le prix d'un ticket à l'unité valable 1 heure avec correspondance s'élève à 1 € depuis 2011.
Le réseau propose une carte d'abonnement, sous la forme d'une carte nominative rechargeable, avec différentes catégories d’abonnements (écoliers, étudiants, + 65 ans, tout public).

### Autorité organisatrice
De sa création à 2009, le réseau était géré par l'intercommunalité de Vesoul. En septembre 2009, elle délègue pour un contrat de 7 années l'exécution des services de transport public de voyageurs à la société Kéolis Vesoul, filiale du groupe Keolis. En juillet 2016, la communauté d'agglomération de Vesoul renouvelle ce contrat avec Keolis Vesoul jusqu'en 2023.

### Évolution du nom
- 1990-2009 : Vbus
- 2009-2016 : Vbus+
- 2016-2023 : Vbus
- depuis 2023 : Moova

### Informations et communications
Les utilités des supports et services d'informations à destination des usagers sont multiples (liste non exhaustive) :
- prévenir les clients que leur bus est en retard, ne circule pas pour des raisons d'intempéries (comme la neige) ou empreinte un itinéraire déviation pour causes de travaux sur la voie publique
- donner une réponse aux clients qui cherchent à obtenir un renseignement
- effectuer les réservations des clients sur les services de transport à la demande.

Les derniers guides horaires depuis décembre 2012 sont représentés avec un flashcode du site internet du réseau (en quatrième de couverture).
Le réseau « Moova » dispose d'un site internet créé en 2008.
Si un usager du réseau souhaite obtenir un renseignement ou réserver  un service de  transport à la demande un numéro de téléphone (numéro Vert) renvoyant à une centrale de mobilité est à disposition.
Depuis 2019, il est possible de connaitre les horaires de passages en temps réel à chaque arrêt grâce à un QR Code.